# Bersalierzy

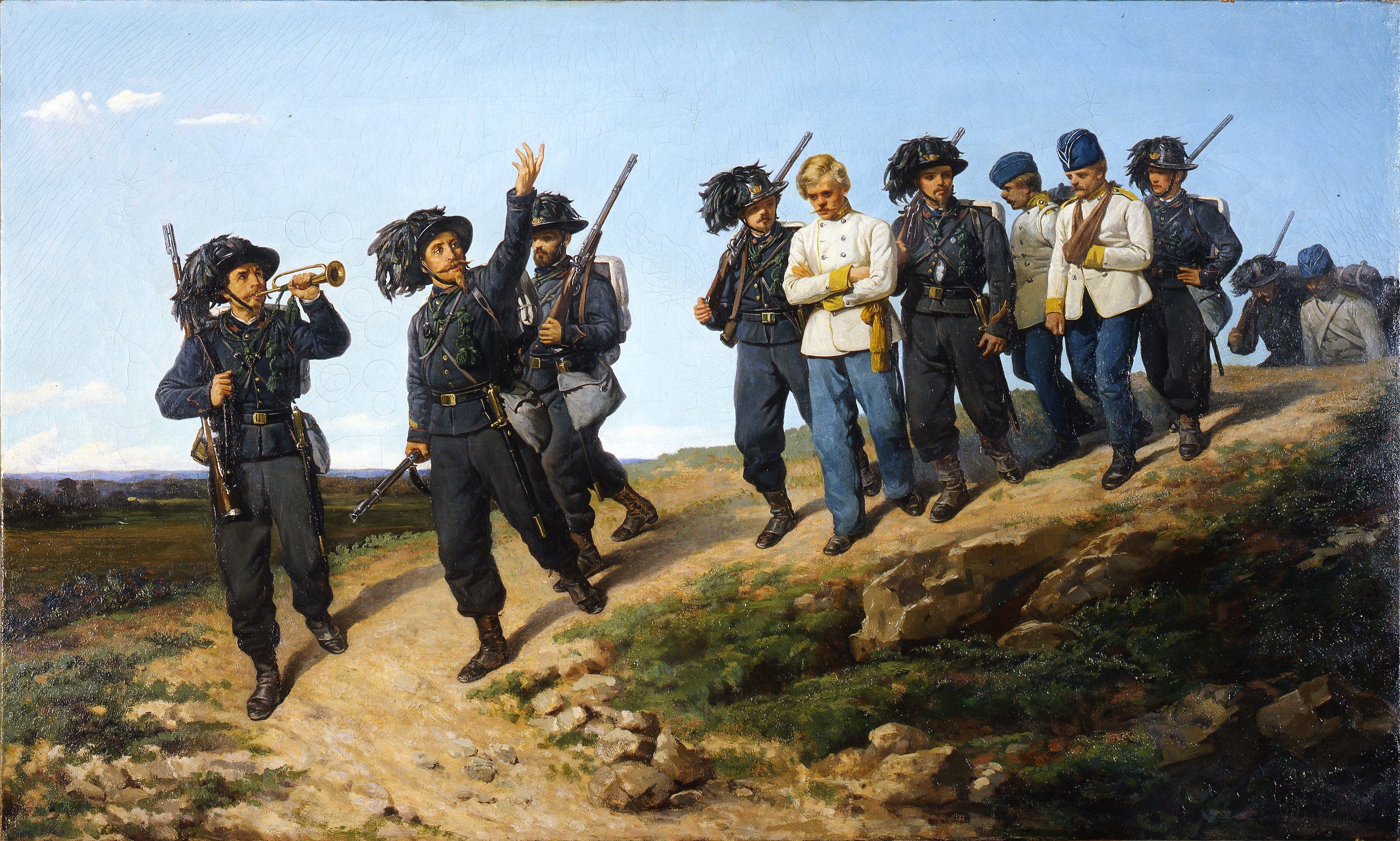
Bersalierzy w trakcie wojny francusko-austriackiej (1861)

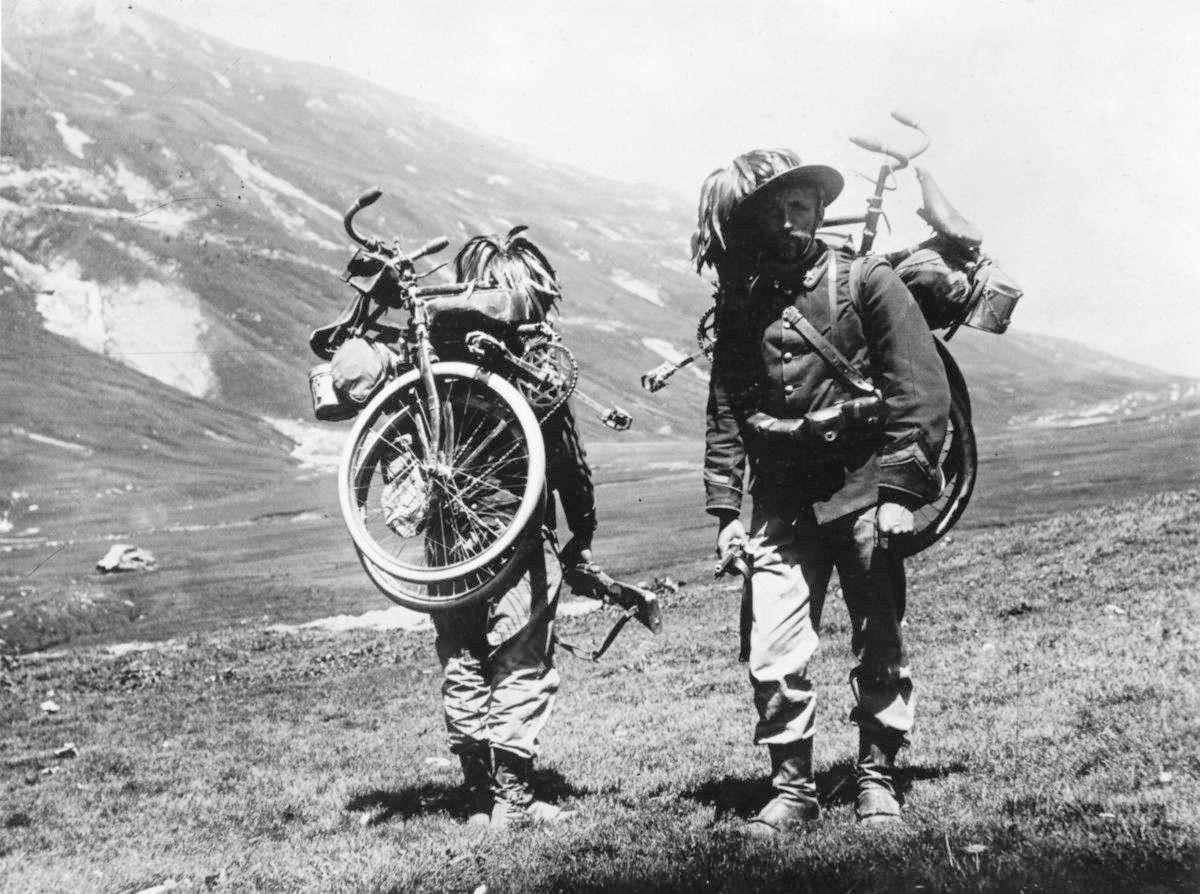
Bersalierzy w trakcie I wojny światowej

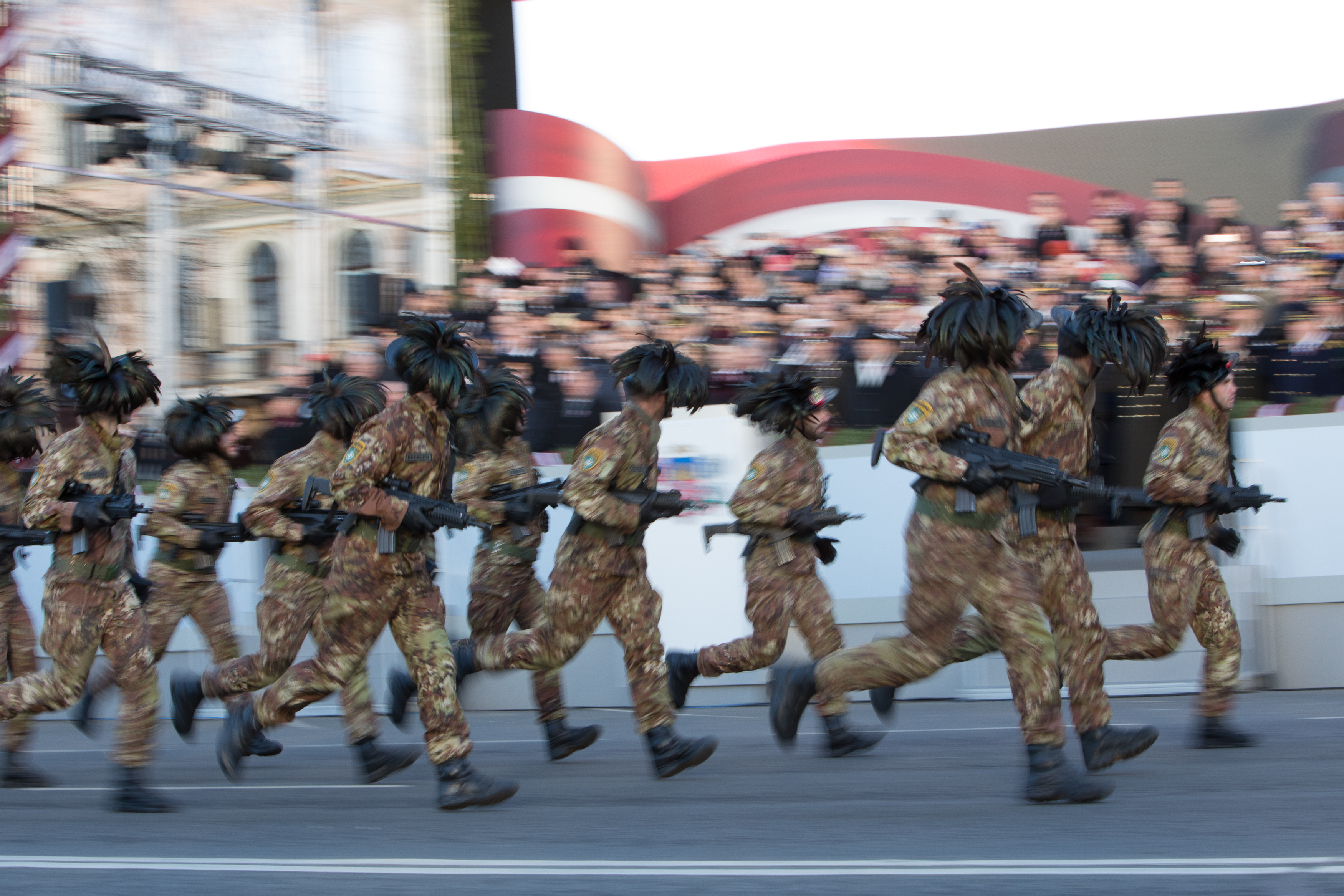
Współcześni bersalierzy

Bersalierzy (wł. Bersaglieri) – włoska formacja piechoty. Pierwotnie rodzaj strzelców celnych, współcześnie piechota zmotoryzowana. Jednostki bersalierów cechowały się zawsze dużą mobilnością i uważane są za formację elitarną.
Tradycyjnie charakterystycznym nakryciem głowy bersalierów są kapelusze vaira z pióropuszem wykonanym z piór głuszca zachodniego

## Historia
Początki jednostek bersalierów sięgają XVIII wieku, a nazwą tą określano strzelców celnych formowanych w ramach południowotyrolskiego pospolitego ruszenia. Pierwowzorem tej formacji byli strzelcy z Piemontu (wł. Cacciatori) oraz pierwsze jednostki francuskich strzelców alpejskich.
W 1831 r. Alessandro La Marmora wysunął pierwszy pomysł stworzenia lekkich, mobilnych oddziałów wojska, mogących działać w trudnych i nietypowych warunkach wojennych. Rozwijając ten projekt, w 1835 r. przedstawił królowi Karolowi Albertowi projekt sformowania pierwszej kompanii bersalierów jako jednostki wysoce autonomicznej, przeznaczonej do działania głównie w terenach górskich. 18 czerwca 1836 r. powstał pierwszy korpus bersalierów w armii Królestwa Sardynii. Pierwsza prezentacja publiczna nowej jednostki miała miejsce 1 lipca tegoż roku: kompania bersalierów wzięła udział w defiladzie w Turynie, zadziwiając widzów tempem marszu (130 kroków na minutę). Regulamin i instrukcje dla korpusu bersalierów La Marmora opracował podczas rekonwalescencji, w czasie której leczył ranę odniesioną w 1848 r. w bitwie pod Goito.
Bersalierzy brali udział w wojnie krymskiej oraz w obu wojnach światowych. Do 1883 sformowano 12 pułków bersalierów. Podczas I wojny światowej ich liczba wzrosła do 21.
W czasie II wojny światowej pułki te zasilały zarówno dywizje piechoty, dywizje pancerne jak i brygady pancerne.
W latach 1975–1991 istniały samodzielne bataliony bersalierów. Później przywrócono strukturę pułkową, jednak pułki te mają teraz faktycznie siłę batalionową.

## Pułki bersalierów
Bersalierzy nadal są wysyłani w "zapalne miejsca" – na Bałkany, do Somalii a nawet do Iraku. Aktualnie (2008?) w armii włoskiej istnieje 6 pułków tej formacji:
- 1 Pułk Bersalierów,
- 3 Pułk Bersalierów,
- 6 Pułk Bersalierów,
- 7 Pułk Bersalierów,
- 8 Pułk Bersalierów,
- 11 Pułk Bersalierów.